# 小川義男
小川 義男（おがわ よしお、1932年 - ）は、日本の教育者、文学者。狭山ヶ丘高等学校・付属中学校校長、理事長（1996年11月 - ）。元埼玉県私立中学高等学校協会会長（2010年4月 - 2022年）。
2017年（平成29年）11月、瑞宝小綬章を受章した。

## 著書
- 『学校崩壊なんかさせるか！』（致知出版）- 1999年11月出版。
- 『「親ばか」「教師ばか」が「素直な子」を育てる』（小学館）- 2001年4月出版。
- 『あらすじで読む日本名著』（中経出版）- 2003年7月出版。共著・狭山ヶ丘高校教職員。発行部数80万部を記録。
- 『あらすじで読む日本の名著No.2』（中経出版）- 2003年11月出版。共著・狭山ヶ丘高校教職員。発行部数25万部を記録。
- 『あらすじで読む日本の名著No.3』（中経出版）
- 『二時間目 国語』（宝島社文庫）
- 『子ども家畜論』（祥伝社）2007年6月出版
- 『名物校長の教育論』（明成社）2009年1月出版